# Taxodiaceae
As Taxodiáceas (Taxodiaceae) formam uma antiga família de Coníferas, cuja classificação caíu em desuso e que compreendia os seguintes dez géneros:
- Athrotaxis
- Cryptomeria
- Cunninghamia
- Glyptostrobus
- Metasequoia
- Sciadopitys
- Sequoia
- Sequoiadendron
- Taiwania
- Taxodium

Investigações recentes levaram a que as Taxodiaceae, com exceção do género Sciadopitys, fossem incluídas na família Cupressaceae .
O género Sciadopitys é geneticamente muito afastado das outras Coníferas e foi classificado numa nova família, Sciadopityaceae .